# Sitcom
Sitcom (z anglického situation comedy, česky též situační komedie) je specifický druh komediálního seriálu. Je pro něj charakteristický malý počet prostředí s rovněž malým počtem postav, které se v průběhu série vyvíjí jenom minimálně a děj jednotlivých dílů běžně končí ve statu quo, tedy stejném nastavení, v jakém byl na začátku.
Vtipné dějové zápletky bývají soustředěny nejčastěji na obyčejné prostředí (např. domov, pracoviště, škola). Sitcomy mohou mít také povahu parodie jiných žánrů, nevšední místa nebo postavy (vesmír, mimozemšťané) jsou pak stylizovány do reality všedního dne. Formát situační komedie vznikl v rozhlase ve dvacátých letech 20. století, dnes je typický hlavně v televizi.
Děj se obvykle skládá z vtipných dialogů a točí se nejčastěji kolem malých denních problémů. Některé sitcomy mají vtipy zdůrazněné namíchaným zvukem smějícího se publika, zvukovou stopou se smíchem. Smích v amerických sitcomech často pochází od reálného publika, které se účastní natáčení.

## Historie
Mezi první televizní sitcomy patří americké seriály I Love Lucy (1951–1957) či The Honeymooners (1955–1956). V českém prostředí byl prvním sitcomem seriál Taková normální rodinka (1971–1972).

## Produkce
Televizní společnosti favorizují sitcomy zejména kvůli tomu, že mají relativně nízké produkční náklady a zároveň jsou divácky vděčné. Existují postupy, jak produkční náklady srazit na úplné minimum, například dekorace jsou zasvícené na celou sérii stejně nebo se natáčí na tři kamery zároveň, z nichž jedna snímá celek a ostatní dvě polocelky jednajících postav, odpadá tak časově náročná příprava rozzáběrování. Z toho plyne, že v sitcomech se obvykle neobjevují detaily, nejsou-li nezbytně nutné. Sitcom je také obvykle scenáristicky připraven tak, že se odehrává jen v interiérech a z toho málokdy více než ve třech až pěti prostředích.

## Vybrané sitcomy

### Americké sitcomy
- Alf (1986–1990)
- Ženatý se závazky (1987–1997)
- Plný dům (1987–1995)
- Simpsonovi (1989–dosud, animovaný)
- Fresh Prince (1990–1996)
- Krok za krokem (1991–1998)
- Kutil Tim (1991–1999)
- Chůva k pohledání (1993–2004)
- Přátelé (1994–2004)
- Sabrina – mladá čarodějnice (1996–2003)
- Raymonda má každý rád (1996–2005)
- Městečko South Park (1997–dosud, animovaný)
- Griffinovi (1999–dosud, animovaný)
- Spongebob v kalhotách (1999–dosud, animovaný)
- Futurama (1999–dosud, animovaný)
- Dva a půl chlapa (2003–2015)
- Joey (2004–2006)
- Jmenuju se Earl (2005–2009)
- Kancl (2005–2013)
- Americký táta (2005–dosud, animovaný)
- Jak jsem poznal vaši matku (2005–2014)
- Teorie velkého třesku (2007–2019)
- Cleveland show (2009–2013, animovaný)
- Archer (2009–2015, animovaný)
- Průměrňákovi (2009–2018)
- Taková moderní rodinka (2009–2020)
- Mike a Molly (2010–2016)
- 2 Socky (2011–2017)
- Bobovy burgery (2011–2015, animovaný)
- Poslední chlap (2011–dosud)
- Kurz sebeovládání (2012–2014)
- Brickleberry (2012–2015, animovaný)
- Goldbergovi (2013–dosud)
- Máma (2013–dosud)
- Rick a Morty (2013–dosud, animovaný)
- BoJack Horseman (2014–2020, animovaný)
- Huangovi v Americe (2015–2018)
- Kevin si počká (2016–2017)
- Americká manželka (2016–dosud)
- Malý Sheldon (2017–dosud)
- Rozčarování (2018–dosud, animovaný)
- Paradise PD (2018–dosud, animovaný)
- Cool Kids (2018–2019)

### Britské sitcomy
- Žádné zprávy v devět (1979–1982)
- Haló, haló! (1982–1992)
- Černá zmije (1983–1989)
- Červený trpaslík (1988–dosud)
- Mr. Bean (1990–1995)
- Tenká modrá linie (1995–1996)
- Black Books (2000–2004)
- Moje rodina (2000–2006)
- Kancl (2001–2003)
- Mr. Bean: Animované příběhy (2002–2019)
- Ajťáci (2006–2013)
- Man vs. Bee (2022)

### Francouzské sitcomy
- První polibky (1991–1995)
- Helena a její chlapci (1992–1994)
- Dívky od vedle (1993–1995)
- Muž v domácnosti (1995)
- Rozmary lásky (1995–1996)

### České sitcomy
- Taková normální rodinka (1971–1972)
- Nováci (1995–1996)
- Hospoda (1996–1997)
- Policajti z předměstí (1999)
- Pra pra pra (2000)
- Comeback (2008–2011)
- Cyranův ostrov (2009–2010)
- Profesionálové (2009–2010)
- Okresní přebor (2010)
- Noha 22 (2011)
- Základka (2012)
- Helena (2012–2018)
- PanMáma (2013)
- Kancl (2014)
- Čtvrtá hvězda (2014)
- Marta a Věra (2014–2016)
- Mazalové (2014–2017)
- Rudyho má každý rád (2015)
- Kosmo (2016)
- Vyšehrad (2016–2017)
- Jetelín (2016–2018)
- Trapný padesátky (2017)
- Trpaslík (2017)
- Krmelec u Muflona (2017–2018)
- Lajna (2017–2019)
- Dabing Street (2018)
- Stylista (2018)
- Hasičárna Telecí (2018)
- 3 + 1 z Jetelína (2018)
- Přijela pouť (2018–2019)
- Život je hra (2018–2020)
- Most! (2019)
- Zkáza Dejvického divadla (2019)
- Premiér (2019)
- Všechno je jinak (2019)
- Olo show (2020)
- Po hlavě (2020)
- sKORO NA mizině (2020)
- Láska v čase korony (2020)